# Bemporad (maison d'édition)
Pour les articles homonymes, voir Bemporad.
R. Bemporad & figlio est une maison d'édition italienne fondée à Florence en 1889 et disparue en 1974, après avoir été une marque de la maison Giunti Editore.
Bemporad reste l'un des grands éditeurs italiens de la fin du XIXe et du début du XXe siècle, popularisant des auteurs comme Emilio Salgari et Luigi Pirandello.

## Histoire

### Fondation

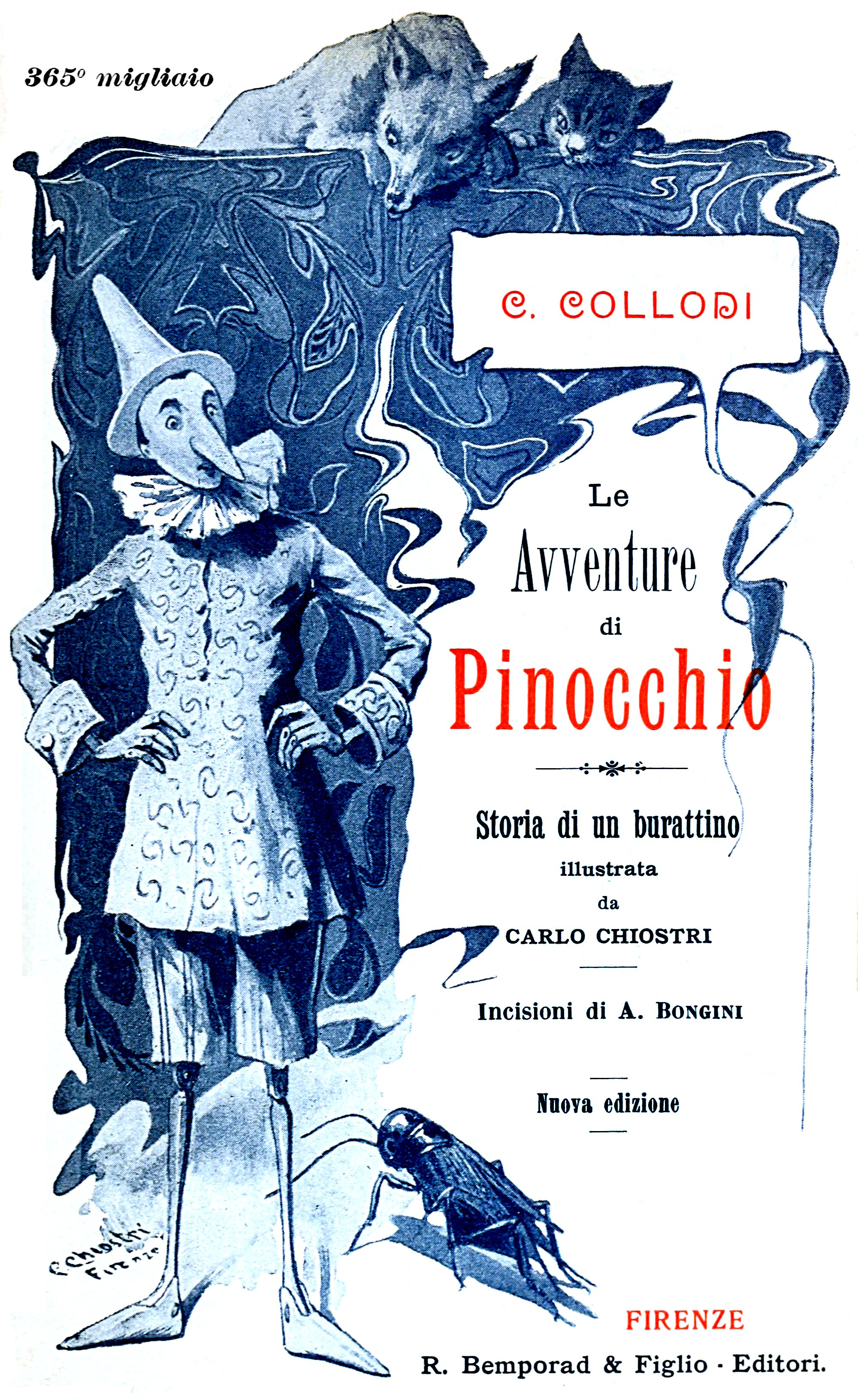
Couverture des Aventures de Pinnochio, édition de 1902 illustrée par Carlo Chiostri, livre vendu à plus de 350000 exemplaires.

Le Florentin Roberto Bemporad (1835-1891), dont la famille était originaire de la communauté juive de Sienne, épouse au début des années 1860 Virginia Paggi, fille unique d'Alessandro Paggi, copropriétaire avec son frère Felice, de la Libreria Editrice Paggi, importante maison d'édition également basée à Florence et fondée en 1841, spécialisée dans l'édition scolaire. La 9 juillet 1889, Roberto fonde une maison d'édition à son nom en absorbant le fonds de Paggi, qu'il nomme Società Roberto Bemporad & Figlio. En 1890, son fils unique, Enrico (1868-1944) prend la direction de la maison.

### Développement

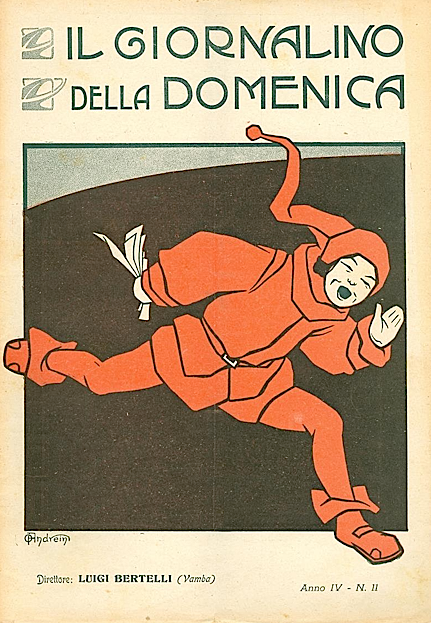
Giornalino della Domenica (1909), couverture d'Ottorino Andreini.

Le 24 janvier 1906, Enrico Bemporad décide de transformer la maison en une société anonyme par actions ; installée au 20 rue Cavour, l'un des premiers actionnaires est l'éditeur milanais Emilio Treves (it) (1834-1916).
Bemporad va connaître un important succès avec une nouvelle édition illustrée par Enrico Mazzanti des Aventures de Pinnochio de Carlo Collodi, dont Paggi avait été le découvreur ; d'autres publications suivent avec succès comme La scienza in cucina e l'arte di mangiar bene (une réédition de celle de 1891) de Pellegrino Artusi, Il giornalino di Gian Burrasca (1907) de Luigi Bertelli, ou encore de nouvelles éditions des Nouvelles pour une année de Luigi Pirandello, titre qui resta longtemps l'une des meilleures ventes de la maison. Des périodiques illustrés pour enfants sont lancés comme Il giornalino della Domenica (1906-1927). Les contes d'Emilio Salgari sont également édités chez Bemporad à partir de 1907, entre autres illustrés par Alberto Della Valle et Aleardo Terzi, ainsi que les ouvrages de Guido da Verona (en) entre 1920 et 1929.
À partir de 1919, le principal partenaire financier est le banquier Jósef Leopold Toeplitz (it) (1866-1938). Forte de nouveaux moyens, Bemporad se lance dans l'édition complète des œuvres de Jules Verne en italien, de Pirandello et dans une édition critique de la Vita Nova de Dante par Michele Barbi. Au début des années 1930, l'obligation d'adopter par les écoles élémentaires du royaume un seul et unique manuel d'enseignement conforme aux idéaux fascistes met en difficulté la maison.

### Fascisme, persécutions et transition
En 1934, Enrico Bemporad est victime d'une campagne de dénigrements par voie de presse, on l'accuse d'être la cause de la mort d'Emilio Salgari, qui s'était suicidé pour de prétendus problèmes financiers, et on le qualifie d'usurier. Il démissionne de son poste en décembre et est de plus en plus marginalisé, victime de pressions de la part du pouvoir fasciste.
En janvier 1935, Renato Giunti (1905-1983) prend la direction générale de Bemporad. En octobre 1938, la maison est renommée Marzocco — marzocco est le nom du lion figurant sur les emblèmes de Florence — à cause des lois raciales fascistes qui visent toutes personnes et entreprises considérées comme juives. Après la mort d'Enrico Bemporad en 1944 — qui n'a qu'une fille, l'essayiste Gabriella Bemporad (1904-1990), née du mariage avec Silvia De Beneditti —, Renato Giunti, qui avait été un résistant anti-fascistes, finit par racheter le capital de « Marzocco, anciennement Bemporad ». En 1947-1949, sont acquises les maisons Giacomo Agnelli, un éditeur milanais spécialisé dans l'édition scolaire, et Editrice Universitaria, spécialisée dans les publications internationales en psychologie.
En 1956, Renato Giunti devient l'unique propriétaire de la Casa editrice Bemporad-Marzocco laissant vivre les marques Bemporad et Marzocco jusqu'en 1974, quand la raison sociale devient Casa editrice Giunti-Marzocco, puis en 1990, Giunti Editore.